# Shoot the Dog
Shoot the Dog è una canzone del cantautore inglese George Michael, estratta come secondo singolo dall'album Patience, nonostante sia stato pubblicato un anno e mezzo prima dell'album. 
Pubblicato nel luglio del 2002, è entrato nella Top 40 del Regno Unito, in Svizzera, in Australia e nei Paesi Bassi. Il brano raggiunge la prima posizione in Danimarca, la quarta in Spagna e la quinta in Italia.
Shoot the Dog è una canzone contro George W. Bush e la sua amministrazione. Il singolo contiene un campionamento della canzone degli Human League Love Action (I Believe in Love).

## Il video
Il video musicale è realizzato interamente a cartoni animati, dagli stessi autori delle serie satirica animata 2DTV. Il video si apre con George W. Bush, che con aria svanita, viene informato da un Generale dell'attuale situazione internazionale. Bush sembra non aver capito una parola, quindi il generale cerca di spiegarsi utilizzando un calzino come burattino, suscitando l'ilarità di Bush. La canzone inizia e George Michael entra nell'ufficio di Bush attraverso la toilette (chiaro riferimento allo scandalo che coinvolse Michael nel 1998, quando fu arrestato per atti osceni in un bagno pubblico).
Nella scena successiva Michael, in versione Homer Simpson, viene sbeffeggiato dal suo vicino di casa, che durante la notte disturba lui e suoi familiari, con la musica a tutto volume (i suoi familiari sono suoi cloni raffigurati come I Simpson). La scena seguente mostra tre versioni parodistiche di Michael che ballano la canzone, continuamente disturbate dalla presenza di Geri Halliwell.
Il video continua nel giardino della Casa Bianca, dove Bush lancia una palla al suo cane ma è l'ex primo ministro inglese Tony Blair a correre per recuperarla, per poi accoccolarsi ai piedi di Bush per ricevere dei complimenti. George Michael arriva in Iraq dove sale in groppa ad un missile lanciato verso la Gran Bretagna, sotto gli occhi compiaciuti di Saddam Hussein. Il missile atterra nella camera da letto di Blair e sua moglie Cherie, che cerca di attirare l'attenzione del marito, ma senza successo visto che l'uomo pensa continuamente a Bush. Nella scena successiva vengono mostrate tre differenti versioni di George Michael (tutti riferimenti ai diversi periodi musicali della sua carriera professionale) che danzano l'uno accanto all'altro. 
La scena torna al prato della Casa Bianca dove Bush lancia una palla, rincorsa da Blair, che si trasforma in un missile. L'ordigno, cavalcato da Blair, si schianta nella casa dei Michael in versione Simpson. Blair assiste in TV all'annuncio di una nuova guerra mondiale, ma preferisce cambiare canale guardando la Regina Elisabetta e il Principe Carlo mentre salutano la folla dal balcone di Buckingham Palace. Michael sale sul balcone ed inizia a ballare con i due sovrani e uno dei loro cani. Ad un certo punto tocca il sedere della regina e la corona salta sulla testa del figlio, suscitando disapprovazione da parte della madre.
Michael salta attraverso due gruppi di soldati, infilando fiori nei loro cannoni, poi si strappa i vestiti rimanendo in mutande (leopardate) e finendo nel letto di Cherie Blair. La scena si sposta verso un televisore che sta trasmettendo un allenamento di calcio con David Beckham e Paul Scholes, Tony Blair irrompe vestito da giocatore di football, trasformando la palla da calcio in una palla ovale. Blair lascia lo stadio mentre è inseguito da Pierluigi Collina che lo espelle col cartellino rosso e David Seaman piange disperato. Mentre Michael è impegnato a sedurre Cherie, Tony Blair utilizza la Gran Bretagna e l'Ulster come un motoscafo per avvicinarsi agli Stati Uniti. Nelle scene finali, Michael, vestito da cowboy texano, balla tra Bush e Blair, richiamando il video di Madonna "Don't tell me". Infine vengono mostrati vari cloni di George Michael assomigliati ai Village People che ballano la canzone, mentre Bush e Blair lasciano la scena ballando un tango.

## Tracce

### MC: Polydor / 5709244
1. "Shoot the Dog" – 5:01
2. "Shoot the Dog" (Moogymen Mix) – 7:17

### CD: Polydor / 5709242
1. "Shoot the Dog" (explicit album version) – 5:01
2. "Shoot the Dog" (Moogymen Mix) – 7:17
3. "Shoot the Dog" (Alex Kid Shoot the Radio Remix) – 3:55
4. "Shoot the Dog" (video) – 5:35

### DVD: Polydor / 5709839
1. "Shoot the Dog" – 5:35
2. "Freeek!" – 4:33

### 12": Polydor / GM06
1. "Shoot the Dog" (explicit album version) – 5:01
2. "Shoot the Dog" (Moogymen Mix) – 7:17
3. "Shoot the Dog" (Alex Kid Shoot the Radio Remix) – 3:55

## Classifiche
| Classifica (2002) | Posizione massima |
| ----------------- | ----------------- |
| Australia         | 36                |
| Austria           | 41                |
| Belgio (Fiandre)  | 46                |
| Belgio (Vallonia) | 51                |
| Danimarca         | 1                 |
| Francia           | 59                |
| Germania          | 44                |
| Irlanda           | 23                |
| Italia            | 5                 |
| Paesi Bassi       | 26                |
| Regno Unito       | 12                |
| Spagna            | 4                 |
| Svezia            | 39                |
| Svizzera          | 14                |